# Pat aidé
Le pat aidé est un type de problème d'échecs, c'est-à-dire d'énoncé de problème d'échecs, dans lequel les deux camps collaborent pour arriver au pat.
Généralement, on parle d'aidés en n coups (h=n, pour helpstalemate), n étant le nombre de coups à accomplir jusqu'au pat du camp noir.
Comme pour le mat aidé, ce sont les noirs qui commencent, et ceux-ci doivent aider les blancs à mettre le camp noir en situation de pat. Les règles orthodoxes sont en vigueur, ce qui implique que tout échec doit être paré. Attention toutefois, du fait que ce sont les noirs qui commencent, la notation est inversée. Ainsi 1.Fg2-b7 Th2-b2 indique que ce sont les noirs qui bougent leur fou de g2 en b7 et les blancs leur tour de h2 en b2, ceci pour le premier coup.
Un pat aidé n'est considéré comme un problème féerique que si en plus de son énoncé particulier il utilise une pièce féerique ou une condition féerique. Lorsqu'un pat aidé respecte toutes les règles d'échecs orthodoxes, il s'agit d'un problème hétérodoxe.